# Gle Tumbon
Gle Tumbon är en kulle i Indonesien.   Den ligger i provinsen Aceh, i den västra delen av landet, 1 800 km nordväst om huvudstaden Jakarta. Toppen på Gle Tumbon är 83 meter över havet.
Terrängen runt Gle Tumbon är platt österut, men västerut är den kuperad.Runt Gle Tumbon är det tätbefolkat, med 442 invånare per kvadratkilometer. Närmaste större samhälle är Sigli, 14,4 km nordost om Gle Tumbon. Trakten runt Gle Tumbon består till största delen av jordbruksmark.